# Descurainia sophia
Descurainia sophia là một loài thực vật có hoa trong họ Cải. Loài này được (L.) Webb ex Prantl mô tả khoa học đầu tiên năm 1892.